# Flavio Maldonado
Gral. Flavio Maldonado fue un militar mexicano que participó en la Revolución mexicana. El 23 de marzo de 1914 fue capturado cuando intentaba huir durante la Toma de Chilpancingo liderada por los generales Ignacio Maya y Encarnación Díaz. A Maldonado se le recuerda como el principal responsable del despoblamiento de la región, por lo que la población intentó lincharlo. A pesar de esto, Emiliano Zapata pidió no confundir venganza con justicia, pidiendo juicio para él. Fue juzgado por delitos de incendio a pueblos y de asesinatos a pacíficos, siendo encontrado culpable y pasado por las armas el 25 de mayo de 1914. 